# 纐纈一起
纐纈 一起（こうけつ かずき、1956年 - ）は、日本の地震学者。東京大学地震研究所教授を経て、同名誉教授。2022年12月より慶應義塾大学SFC研究所上席研究員。

## 学位
- 1987年3月、理学博士 （東京大学）[2]

## 主要著書・監修
- 『地震の大研究 恐ろしい自然現象 起こるしくみからそなえまで』纐纈一起監修、大木聖子著 PHP研究所 2009年5月 ISBN 9784569689531
- 『超巨大地震に迫る 日本列島で何が起きているのか』大木聖子共著 NHK出版新書 2011年6月 ISBN 9784140883525
- 『地震・津波と火山の事典』 藤井敏嗣 （著, 編集）, 東京大学地震研究所 （監修, 監修）, 纐纈一起 （編集） 出版：丸善 2008年2月 ISBN 978-4621079232
- 『地震動の物理学』 , 近代科学社, 358pp., 2018. ISBN 978-4764905443
- 『地震: どのように起きるのか 』(サイエンス・パレット) 2020.ISBN 978-4621305096
- 『MS‐DOS (OSシリーズ)』纐纈一起著 ,鷹野澄著,共立出版,265pp.,1988,ISBN 978-4320023987

## 主要論文
- 深さが負にならない震源決定 地震 第2輯 1989年 42巻 3号 p.325-331, doi:10.4294/zisin1948.42.3_325
- 沈み込み帯における3次元レイトレーシング 地震 第2輯 1991年 44巻 3号 p.165-176, doi:10.4294/zisin1948.44.3_165
- 不整形地盤における地震動 土木学会論文集 1991年 1991巻 437号 p.1-18, doi:10.2208/jscej.1991.437_1

### 共著
- 坪井誠司、鷹野澄ほか、国立大学観測網地震カタログの震源決定処理 地震 第2輯 1989年 42巻 3号 p.277-284, doi:10.4294/zisin1948.42.3_277
- 竹中博士、近地地震波の伝播に関する理論 地震 第2輯 1989年 42巻 3号 p.391-403, doi:10.4294/zisin1948.42.3_391
- 鷹野澄、坪井誠司、宮武隆、地震予知観測情報ネットワークにおけるリアルタイム地震データの統合処理 東京大学地震研究所彙報. 第64冊第4号, 1990.3.30, pp.517-532, hdl:2261/13045
- 大堀道広、南忠夫、3次元AL法による堆積盆地の地震動解析 東京大学地震研究所彙報. 第65冊第2号, 1990.9.28, pp.433-461, hdl:2261/13059
- 境有紀、神野達夫、「建物被害率の予測を目的とした地震動の破壊力指標の提案」 日本建築学会構造系論文集 (555), 85-91, 2002-05-30, NAID 110004081922, doi:10.3130/aijs.67.85_2
- 境有紀、神野達夫、「震度の高低によって地震動の周期帯を変化させた震度算定法の提案」 日本建築学会構造系論文集 (585), 71-76, 2004-11-30, NAID 110004092820, doi:10.3130/aijs.69.71_4
- 小林励司、「大都市圏の地震環境と強震動予測」 地震研究所彙報. 第81号第3/4冊, 2006, p. 205, hdl:2261/7356
- 三宅弘恵、小林励司ほか、新しいフィリピン海プレート形状と統合三次元速度構造モデルを用いた1923年関東地震の強震動評価 地震研究所彙報. 第81号第3/4冊, 2006, pp. 267-272, hdl:2261/7365
- 古村孝志、2001年芸予地震の強震動分布と深部地下構造 地震 第2輯 2002年 55巻 2号 p.97-105, doi:10.4294/zisin1948.55.2_97
- 古村孝志、坂上実、山中佳子、高橋正義、2000年伊豆諸島群発地震における式根島の震度異常と地盤増幅特性 地震 第2輯 2001年 54巻 2号 p.299-308, doi:10.4294/zisin1948.54.2_299